# Sipe Sipe
Sipe Sipe är en kommun och stad i Bolivia.   Den ligger i departementet Cochabamba, i den centrala delen av landet, 210 km nordväst om huvudstaden Sucre. Sipe Sipe ligger 2 717 meter över havet och antalet invånare i kommunhuvudorten är 3 776.
Terrängen runt Sipe Sipe är varierad. Runt Sipe Sipe är det ganska tätbefolkat, med 230 invånare per kvadratkilometer.. Närmaste större samhälle är Quillacollo, 12,8 km nordost om Sipe Sipe.
Trakten runt Sipe Sipe består i huvudsak av gräsmarker.